# Florián García Velasco
Florián García Velasco, conegut com a Grande (Aldealcorvo, província de Segòvia, 17 de desembre de 1916 - València, 17 d'abril de 2009) va ser un antic militar republicà, militant comunista i guerriller antifranquista espanyol.
Fill de camperols, de jovenet es va traslladar a Madrid, on va treballar a l'hostaleria. Fou membre de la CGTU i després de la UGT, i des del 1933 de les Joventuts Socialistes Unificades. En esclatar la guerra civil espanyola es va afiliar al Partit Comunista d'Espanya i es va allistar a la columna del capità Francisco Galán Rodríguez, amb qui va lluitar al front de Madrid, i fou ferit a Usera. Després estaria a la 50a Brigada Mixta i seria traslladat a la 5a Brigada de Carrabiners a València, on va acabar la contesa amb el rang de capità de Carrabiners.
Fou fet presoner al port d'Alacant per les tropes franquistes i internat al Camp d'Albatera, on hi va estar 22 mesos. Un cop alliberat, el 1942 passa a la clandestinitat per ordre del partit. El 1944 marxa a València i el 1946 s'incorpora a l'Agrupació Guerrillera de Llevant i Aragó (AGLA). Amb Francisco Corredor Serrano Pepito el Gafas va formar part dels Grups d'Avantguarda i Rereguarda, a la ciutat de València, on duen a terme accions econòmiques i d'agitació i propaganda fins a ser descoberts en un control policial. Poc després fou escollit cap de l'11è Sector de l'AGLA i el 1950 és nomenat responsable d'agitació i propaganda del comitè regional, antic estat major d'AGLA. Finalment, el 1952 aconseguí que tot el seu grup de guerrillers fou evacuat al sud de França sense patir cap baixa.
Es va establir a Tours, on el 1953 fou detingut a causa d'una demanda d'extradició de les autoritats franquistes. Pressionat pels diputats del Partit Comunista Francès, el govern va denegar l'extradició però el va expulsar del país. El 1954 es va establir a Praga (Txecoslovàquia), on es va retrobar amb Remedios Montero Martínez i es van casar el 7 de novembre de 1966. Des del 1961 va treballar com a torner a Severoceska Armaturks i com a redactor del butlletí setmanal d' Informaciones y Documentación sobre España, d'Ediciones Paz y Socialismo. També va col·laborar amb la delegació del CC del PCE a Praga fins 1970.
El 1978 va aconseguir el passaport espanyol i va tornar a Espanya. Continuà militant al PCE i a Izquierda Unida, i també va presidir l'Associació AGLA que agrupava els supervivents d'aquesta organització. Establert a València, va organitzar trobades a Santa Cruz de Moya (província de Conca) per rememorar la fundació de l'AGLA.